# Turó del Valent
El Turó del Valent és una muntanya de 181 metres que es troba al municipi de Montcada i Reixac, a la comarca del Vallès Occidental.